# Chevel Elot
Chevel Elot (hebräisch מוֹעָצָה אֲזוֹרִית חֶבֶל אֵילוֹת Mōʿatzah Asōrīt Chevel Ejlōt, deutsch ‚Regionaler Rat Bezirk Ejlot‘, auch ‚… Eilot‘) ist ein Regionalverband im Süden Israels mit zehn Kibbuzim und drei Gemeinschaftssiedlungen. Der Verband trägt seinen Namen nach dem Kibbuz Eilot. Die Einwohnerzahl beträgt 4.699 (Stand: Januar 2022). 2014 lebten 3700 Einwohner im 2200 km² großen Gebiet.

Gebiet des Chevel Eilot in Dunkelgrün neben anderen Gebietskörperschaften

| Jahr der Volkszählung | 1972 | 1983  | 1995  | 2006  | 2008  | 2009  | 2010  | 2011  | 2012  | 2013  | 2014  |
| Anzahl der Einwohner  | 500  | 1.300 | 2.400 | 3.200 | 3.000 | 3.300 | 3.400 | 3.600 | 3.500 | 3.500 | 3.700 |